# Parioninella pacifica
Parioninella pacifica är en kräftdjursart som först beskrevs av Sueo M. Shiino 1942.  Parioninella pacifica ingår i släktet Parioninella och familjen Bopyridae. Inga underarter finns listade i Catalogue of Life.